# Fascicularia
Fascicularia Mez, do latim   "fasciculus" (feixe de fibras) e  "arius" (referente a), é um género botânico pertencente à família Bromeliaceae, subfamília Bromelioideae.
É um gênero com poucas espécies e são nativas do Chile. Todas são terrestres e colonizadoras de rochas.

## Espécies
- Fascicularia bicolor (Ruiz and Pavon) Mez.
- Fascicularia pitcairniifolia (Verlot) Mez.